# Chondrome
 Mise en garde médicale
Un chondrome est une tumeur cartilagineuse bénigne. Elle est la plupart du temps adhérente à l'os. Son modèle lobulaire de croissance est de type modulaire simple ou multiple. 
Sa croissance se fait par un système vasculaire unique pour chaque chondrome ou bien en faisceau. 
Cela constitue un kyste. 
Celui-ci se présente à l'extérieur ou l'intérieur des os d'articulation (doigts, genou, épaule) parfois sur des côtes et le sternum et les clavicules. S'y ajoute aussi le bassin.
Il peut être un kyste sous la peau détaché de l'os (main et genou).
Les cellules tumorales bénignes ressemblent à des cellules normales et produisent la matrice cartilagineuse (matériau amorphe et basophile). 
Cependant pour le kyste malin, chondrosarcome , on en distingue la malignité par la biopsie et son évolution en cancer en général est suivable avec la radiographie le pet-scan et l'IRM.